# Sułkowice (przystanek kolejowy)
Sułkowice – przystanek osobowy PKP Polskich Linii Kolejowych zlokalizowany w Sułkowicach, w gminie Chynów, w powiecie grójeckim, w województwie mazowieckim, w Polsce.
Według klasyfikacji PKP ma kategorię dworca lokalnego.
W skład przystanku wchodzą dwa, jednokrawędziowe perony – 239-metrowy przy torze w kierunku Chynowa oraz 200-metrowy przy torze w kierunku Czachówka Południowego.

## Ruch pasażerski[4]
| Rok  | Wymiana pasażerska na dobę |
| ---- | -------------------------- |
| 2017 | 300-399                    |
| 2018 | 300-499                    |
| 2019 | 700-999                    |
| 2020 | 500-699                    |
| 2021 | 500-699                    |
| 2022 | 700-999                    |
| 2023 | 700-999                    |

## Połączenia
Z przystanku można dojechać elektrycznymi pociągami podmiejskimi do Skarżyska-Kamiennej, Radomia, Piaseczna oraz Warszawy.
| Linia | Przewoźnik         | Trasa |
| R8    | Koleje Mazowieckie | W-wa Wschodnia – W-wa Śródmieście – W-wa Zachodnia – W-wa Służewiec – Piaseczno – Czachówek Płd. – Sułkowice – Radom – Skarżysko-Kamienna |